# Raión de Zavod
Raión de Zavod (en ucraniano: Заводський район) es un raión o distrito urbano de Ucrania, en la ciudad de Kamianské.

## Demografía
Según estimación 2010 contaba con una población total de 120349 habitantes.